# Sauni Iiga Kuresa
Malotuto’atasi Iiga Sauni Ioane Kuresa, besser bekannt als Sauni Iiga Kuresa, früher meist nur Sauni Kuresa (* 23. Januar 1900 in Suvavou, Central Division, Fidschi; † 10. Juli 1978 in Samoa), war ein samoanischer Komponist und Dirigent, der unter anderem auch als Kornettist in Erscheinung trat.
Sowohl der Text (der sich auf die Flagge des Landes bezieht) als auch die Musik der Nationalhymne Samoas (Sāmoa Tūlaʻi) wurden von Sauni Iiga Kuresa komponiert.

## Leben und Wirken
Sauni Iiga Kuresa wurde als Sohn von Liga Kuresa (1880–1939) und dessen Ehefrau Fa’alia Peteru (1883–1918) im Dorf Suvavou in der Central Division von Fidschi geboren. Der Vater war Pastor in Saoluafata. Hinter Ielu Kuresa (1898–1935) war er das zweitälteste von sieben Kindern. Daneben hatte er noch die Schwestern Siniva Kuresa (1905–1945), Fa’alia Kuresa II (1905–1999), Momoi Sianini I’iga Kuresa (1909–1992) sowie die Brüder Lopati Alofipo Kuresa (1909–2002) und Poe Kuresa (1914–1980). Seine Schwester Momoi übte den Beruf einer Krankenschwester aus und war in den 1950er Jahren die leitende Krankenschwester im Krankenhaus von Apia, dem Moto’otua National Hospital. Sie wurde in den 1950er oder 1960er Jahren für ihre Leistungen als Member of the Order of the British Empire geehrt. In den 1920er Jahren heiratete er seine Ehefrau Anna Maria, auch Anna-Marie (geborene Ertel; 1891–1969), mit der er drei Töchter hatte: Mietze Falegaoti Kuresa (1927–1997), Marie Kuresa (1927–2010) und Senira Marie Kuresa (1936–2002). Der Vater seiner Ehefrau war der gebürtige Hamburger Johannes Heinrich Gustav Ertel (1858–1895), der hier die Einheimische Ane Selu Le’auanae (1875–1946) geheiratet hatte.
Am 1. Juni 1948 dirigierte der zum damaligen Zeitpunkt in Apia wohnhafte Kuresa eine Blaskapelle, die Samoas neue Hymne Sāmoa Tulaʻi (bzw. The Banner of Freedom) uraufführte. Kuresa und seine Blaskapelle hatte sich in einem Wettbewerb unter 15 Teilnehmern durchgesetzt. Die Hymne wurde speziell für die Zeremonie des Hissens der samoanischen Flagge komponiert.
Als Mitglied der Siebenten-Tags-Adventisten vertrat er sein Heimatland zeitweise bei internationalen Konferenzen. Im Laufe der Jahrzehnte hatte er immer wieder Auftritte als Musiker und Dirigent im In- und Ausland. Wie bereits in seiner Heimat trat er beispielsweise auch in Neuseeland als Kornettist in Erscheinung und konnte dabei zwei Kornette gleichzeitig spielen. Dies hatte er sich laut eigener Aussage selbst beigebracht, nachdem ein Mitglied seiner Blaskapelle aus Tonga zurückgekehrt war und erzählt hatte, dass es in Tonga einen Mann geben würde, der zwei Kornette gleichzeitig spielen könne. Dies nahm Kuresa zum Anreiz, um nach mehrmonatigem Üben wirklich zwei Kornette gleichzeitig spielen zu können. Erst später erfuhr er, dass die Geschichte vom Tongaer, der beide Instrumente gleichzeitig spielen würde, erfunden war. Nebenbei betätigte sich Kuresa auch als Musiklehrer und gab Schülern Unterricht im Orgel- und Klavierspiel sowie in Blechblas- und Holzblasinstrumenten.
Nach zahlreichen Auftritten kam er immer wieder in sein Heimatland zurück, wo er am 10. Juli 1978 im Alter von 78 Jahren starb.